# Heuersdorf
Heuersdorf war ein Dorf in der Leipziger Tieflandsbucht. Das Gebiet des Ortes gehört seit 2004 zur Stadt Regis-Breitingen. Nach langem, letztlich aber vergeblichem Widerstand der Bewohner wurden ab 2007 Heuersdorf und auch das seit 1935 dazugehörende Großhermsdorf ausgesiedelt und abgerissen, um dem Braunkohlentagebau Vereinigtes Schleenhain Platz zu machen. Die letzten Bewohner haben Heuersdorf im Sommer 2009 verlassen. Am 31. Dezember 2007 betrug die Einwohnerzahl 48.

## Geschichte

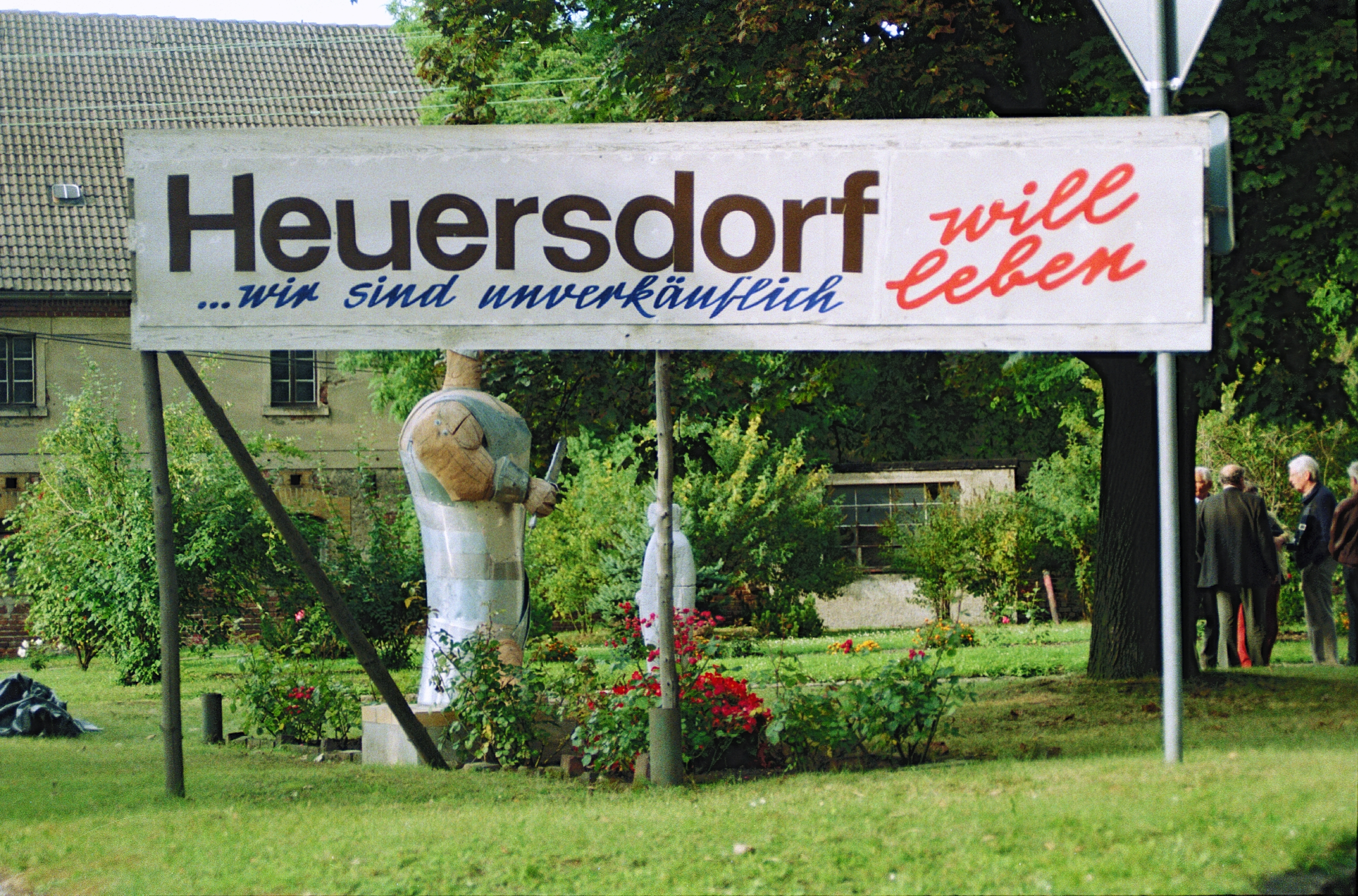
Protest gegen die Abbaggerung in Heuersdorf mit Skulpturen im September 1996

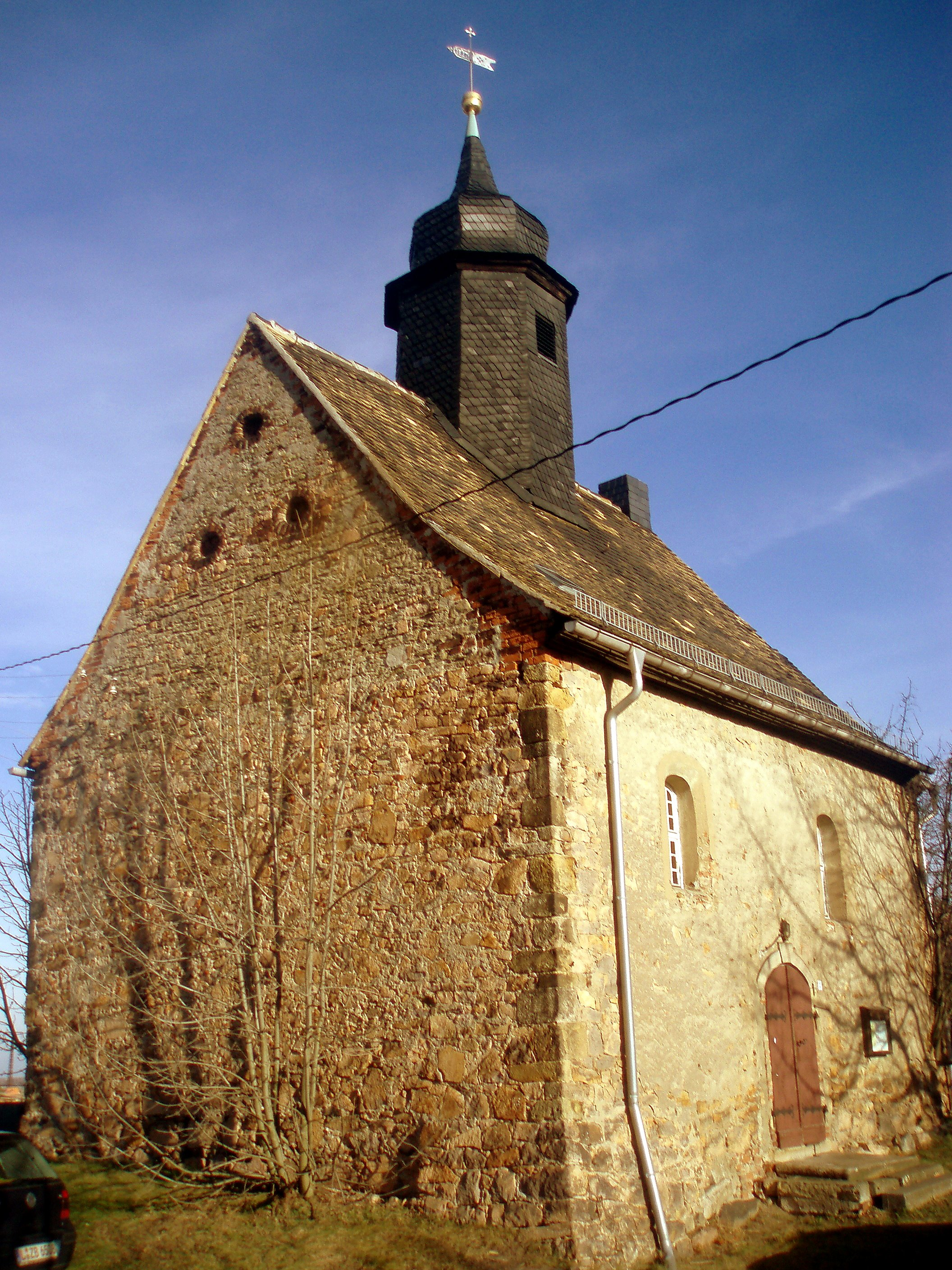
Emmauskirche am ursprünglichen Standort

Landleben und Taborkirche in Großhermsdorf um 1840

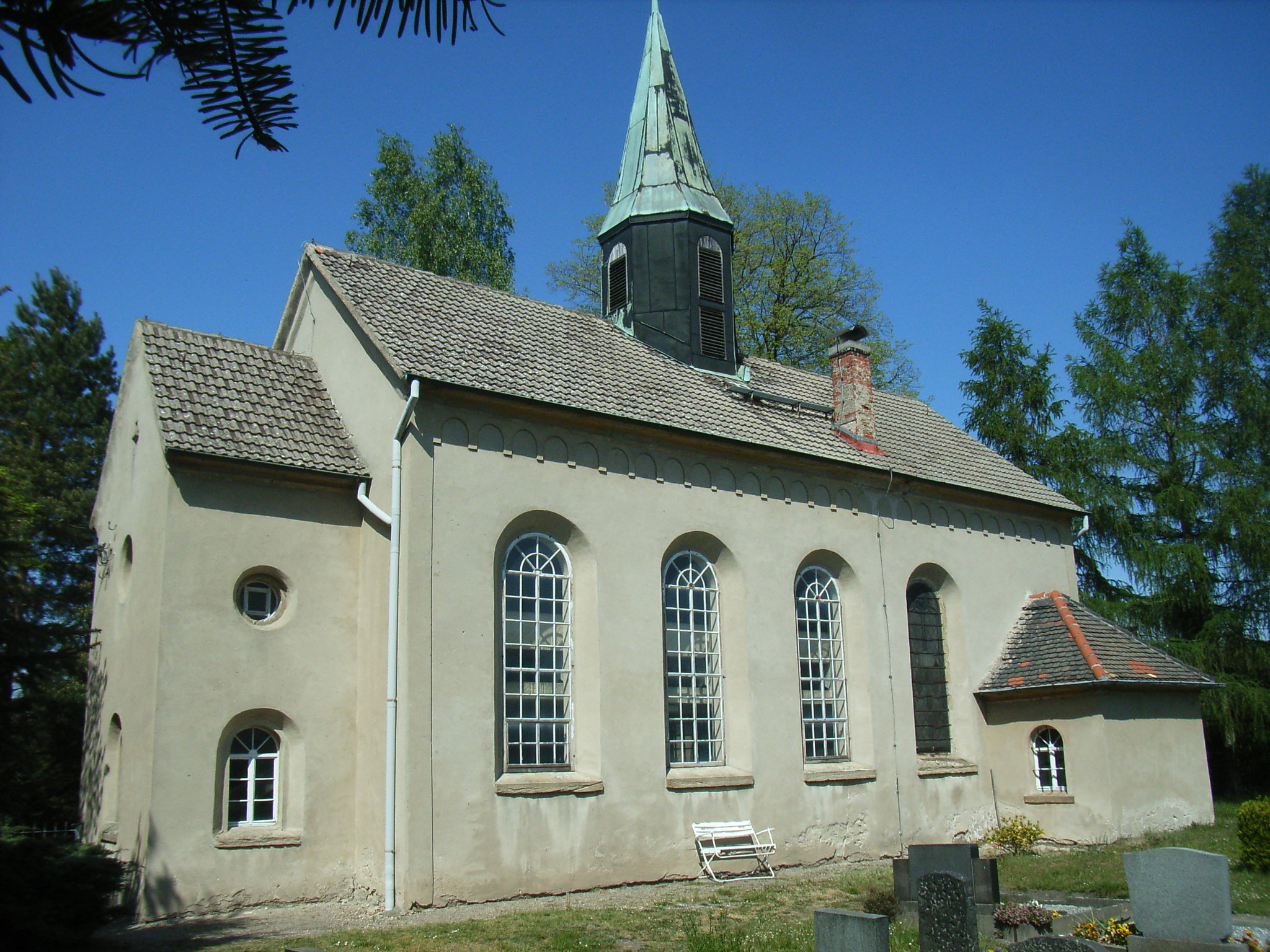
Taborkirche 2007

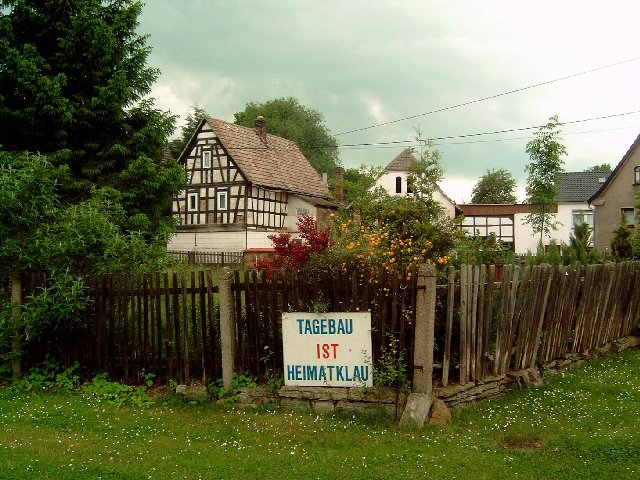
Protest gegen die Abbaggerung in Heuersdorf im Mai 2006

Herausragendes Baudenkmal des Ortes war die in ihren Ursprüngen aus dem 13. Jahrhundert stammende romanische Emmauskirche, bei der es sich um eine der ältesten Kirchen in Sachsen handelt. Sie wurde erstmals 1297 urkundlich erwähnt und war bis zu ihrer Umsetzung nach Borna im Jahre 2007 zugleich der älteste bauliche Sachzeuge der Gemeinde. Diese Ersterwähnung ist zugleich der Beginn der urkundlich belegten Geschichte von Heuersdorf. Als Ort selbst wird Heuersdorf erstmals 1487 als Heynnersdorff erwähnt. Die Struktur des Dorfes ist die eines geschlossenen Sackgassendorfes. Es war ein reiches Bauerndorf. 1525 nahmen acht Bauern am Bauernkrieg teil. Sie wurden daraufhin zu Geldstrafen verurteilt. 1542 kam es in Heuersdorf zur Einführung der Reformation. 1548 war Heuersdorf ein Amtsdorf im Amt Borna. Während des Dreißigjährigen Krieges erfolgten schwere Plünderungen und die Bewohner mussten durchziehende Soldaten versorgen. 1792 und 1853 kam es in Heuersdorf zu Großbränden mit erheblichen Schäden.
Der mit Heuersdorf zusammengewachsene Ortsteil Großhermsdorf wurde 1378 als Gros Hermannsdorff (auch Hermansdorf magnum) erstmals erwähnt. Die von Wiprecht von Groitzsch angeworbenen Ansiedler errichteten den Ort als Gassen- und Platzdorf mit Rittersitz. Bereits vor 1480 wurde eine Kirche in Großhermsdorf errichtet. 1525 erhoben sich die Bewohner von Großhermsdorf gegen harte Fronbedingungen. 1545 wurde erstmals Schulunterricht durch den Kirchendiener abgehalten. Großhermsdorf lag ebenfalls im kursächsischen bzw. königlich-sächsischen Amt Borna, es unterstand aber bis 1856 der Gerichtsbarkeit des örtlichen Ritterguts.
1875 gehörten Heuersdorf und Großhermsdorf zur Amtshauptmannschaft Borna im Königreich Sachsen des Deutschen Reiches. In beiden Orten gründete sich 1897 ein Turnverein. 1900 hatte Heuersdorf 226 Einwohner und Großhermsdorf 222. In der Umgebung Heuersdorfs wurden um 1900 zahlreiche Kohlegruben eröffnet. Braunkohlenwerke mit Brikettierungsanlagen entstanden in den Nachbarorten Breunsdorf, Deutzen und Ramsdorf. 1933 hatten Heuersdorf und Großhermsdorf zusammen 498 Einwohner. Am 1. April 1935 wurde Großhermsdorf nach Heuersdorf eingemeindet und der Name der Gemeinde auf Heuersdorf festgelegt.
Bei der Durchführung der Bodenreform 1945 in der Sowjetischen Besatzungszone wurden das einstige Großhermsdorfer Rittergut, ein Staatsgut und ein Gut der Deutschen Erdöl-Aktiengesellschaft enteignet. Das Herrenhaus des Rittergutes wurde zur Schule umgebaut, die bis 1966 in Heuersdorf bestand.
1949 wurde südlich von Heuersdorf der Tagebau Schleenhain aufgeschlossen. Obwohl im Ort einige Bergleute lebten, war Heuersdorf wie schon vor dem Ersten Weltkrieg auch nach dem Zweiten Weltkrieg weiterhin bäuerlich dominiert. 1951 war ein Drittel der Einwohner Neubürger. 1958 und 1960 wurde die Heuersdorfer Landwirtschaft in drei verschiedene LPGen umgewandelt, die sich 1969 zur LPG Typ III „Frohe Zukunft“ zusammenschlossen. 1976 schloss sich die Heuersdorfer LPG der LPG „Deutsch-Sowjetische Freundschaft“ Großstolpen an.
Im Jahr 1990 lebten in Heuersdorf 347 Menschen. 1992 wurde Horst Bruchmann Bürgermeister, der sich für den Erhalt der Gemeinde einsetzte. Das 1993 verkündete Versprechen der Sächsischen Landesregierung, Heuersdorf würde erhalten bleiben und der Tagebau am Ort vorbeigeführt werden, wurde bereits ein Jahr später im Rahmen der Planungen zur Weiterführung des Tagebaus Schleenhain und zum Neubau des Braunkohlekraftwerks Lippendorf zurückgenommen. Ein Kabinettsbeschluss der Sächsischen Staatsregierung im März 1994 legte die Umsiedlung der Gemeinde und den Aufbau „Neu-Heuersdorfs“ fest.
Mit dem Heuersdorfgesetz wurde die Auflösung der Gemeinde und deren Eingemeindung nach Regis-Breitingen zum 1. Januar 1999 festgelegt. Diese Entscheidung wurde mit Beschluss des Verfassungsgerichtshofs des Freistaats Sachsen mit Wirkung zum 1. Oktober 2000 aufgehoben. Erst nach weiteren Verfahren erfolgte zum 1. Oktober 2004 die endgültige Eingemeindung nach Regis-Breitingen.

## Natur und Vegetation
Das Heuersdorfer Ökosystem mit seinem das Dorf umschließenden Auenbereich, den Obstbäumen sowie alten Kopfweidenbeständen und die Dorfteichanlage gehört zum Fragment und Naturschutzgebiet des Bornaer Pleißenlandes, das durch Braunkohletagebaue im 20. Jahrhundert fast vollständig verschwunden ist.

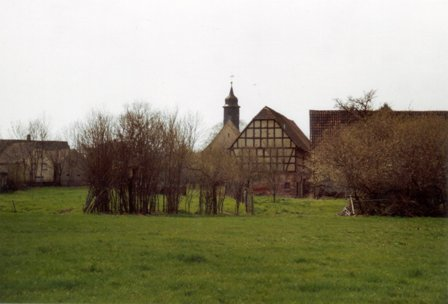
Heuersdorf mit Auenwiese

## Kulturdenkmäler
In Heuersdorf gab es mehr als 40 Gebäude und Gebäude-Ensembles mit Denkmalstatus. Dazu zählten die Taborkirche, die Großhermsdorfer Rittergutsanlage mit Herrenhaus aus der zweiten Hälfte des 19. Jahrhunderts und mehrere Drei-Seiten-Höfe mit Wohnhaus, Stall- und Nebengebäuden in Heuersdorf und Großhermsdorf, die überwiegend in der ersten Hälfte des 19. Jahrhunderts errichtet wurden und in ihrem baulichen Urzustand größtenteils von der Landkultur des Bornaer Umlandes zeugten.
Ebenfalls unter Denkmalschutz steht die Emmauskirche, die im Oktober 2007 nach Borna umgesetzt wurde. Am 23. November 2008 fand der letzte Gottesdienst in der Taborkirche statt, die im Juni 2010 abgerissen wurde. Zuvor waren bereits die Gräber des angrenzenden Friedhofs umgebettet worden.

## Braunkohlenbergbau

### 1949 bis 1990
Aufgrund der unter der Dorflage befindlichen Braunkohle wurde die Abbaggerung des Ortes im Verlauf des Aufschlusses des Tagebaues Schleenhain festgesetzt. Bereits mit der Vorplanung und Erschließung des Tagebaues Schleenhain 1949 wurde Heuersdorf unter Bergbauschutz gestellt. Dieser Großtagebau wurde 1949 mit einer Laufzeit von 70 Jahren konzipiert. Seitdem musste langfristig gesehen mit der Abbaggerung von Heuersdorf gerechnet werden, was auch dazu führte, dass Erhaltungsmaßnahmen an der Bausubstanz und Infrastruktur von staatlicher Seite nur nach dem Minimalprinzip genehmigt wurden. Trotzdem wurden 1965 Häuser für ausgesiedelte Bewohner des Nachbardorfes Schleenhain in Heuersdorf errichtet.
Bereits 1972 wurde der Gemeinderat wieder verstärkt auf das Bergbauschutzgesetz verwiesen, denn nach vorübergehender in Aussicht gestellter Abkehr von diesem langfristigen Vorhaben um 1965 im Rahmen erwarteter Erdöllieferungen aus der UdSSR zum Ausbau der Petrochemie der DDR, die auch eine Reduzierung der gesamten Braunkohleförderung in der DDR vorsahen, war die Devastierung von Heuersdorf bis zur Auflösung der DDR fest eingeplant.
Die „Chronik von Schleenhain“ aus dem Jahr 1967 beschreibt indirekt die zu devastierenden Dörfer im Abbaufeld des Tagebaus Schleenhain: „Auf seiner Oberfläche sind außer den drei Ortschaften Schleenhain, Breunsdorf und Heuersdorf keine größeren natürlichen oder künstlichen Hindernisse vorhanden.“ Der Ort Droßdorf, der ebenfalls in die Abbaubilanz des Tagebaues Schleenhain im Jahr 1981 einbezogen wurde, jedoch aufgrund seiner Randlage an der Bundesstraße 176 vorerst nicht für eine Tagebauinanspruchnahme vorgesehen war, gehört auch zu den devastierten Orten des Tagebaues Schleenhain.

### Nach 1990

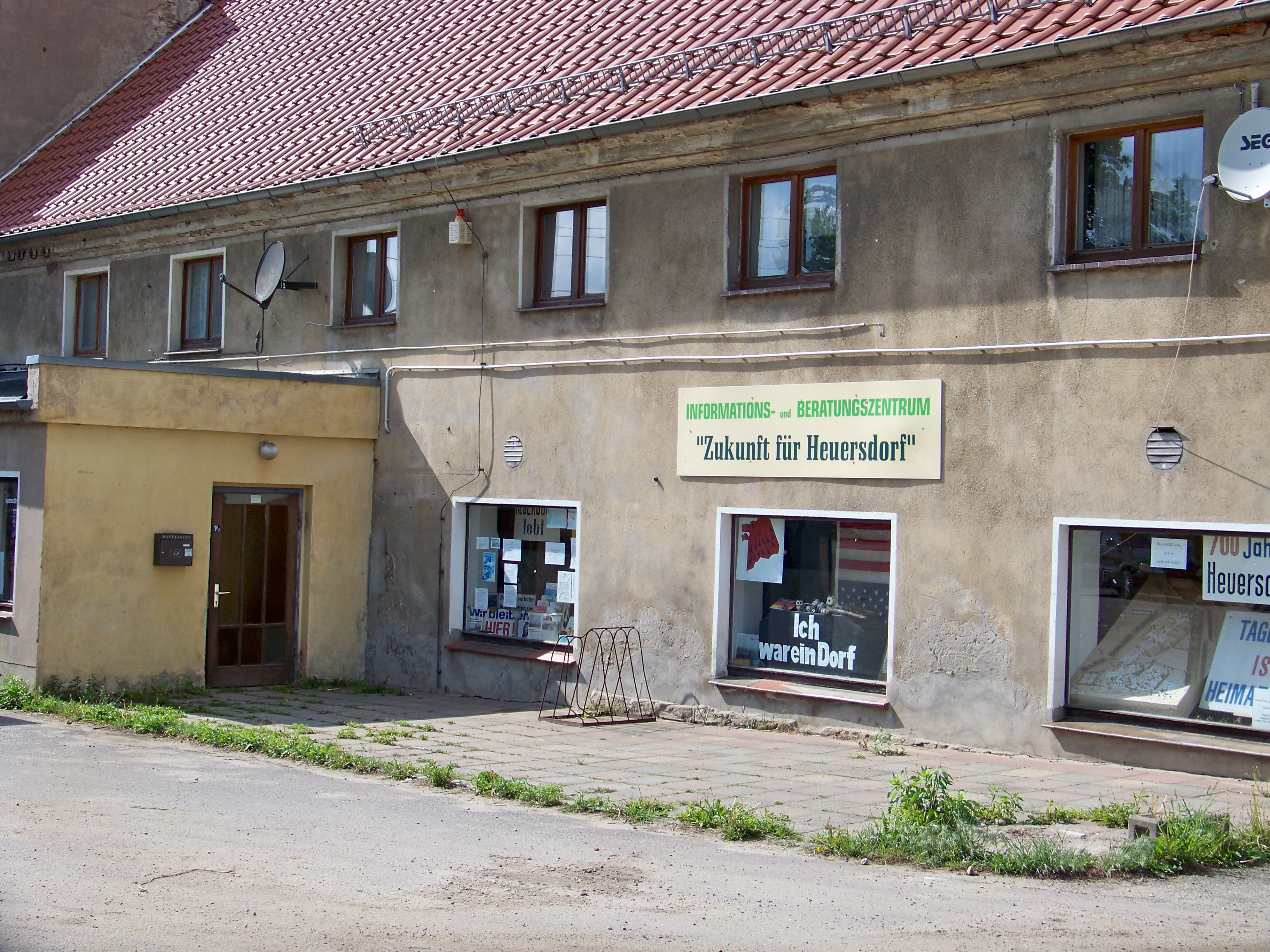
Das ehemalige Gemeindehaus im Zeichen des Protests (Mai 2009)

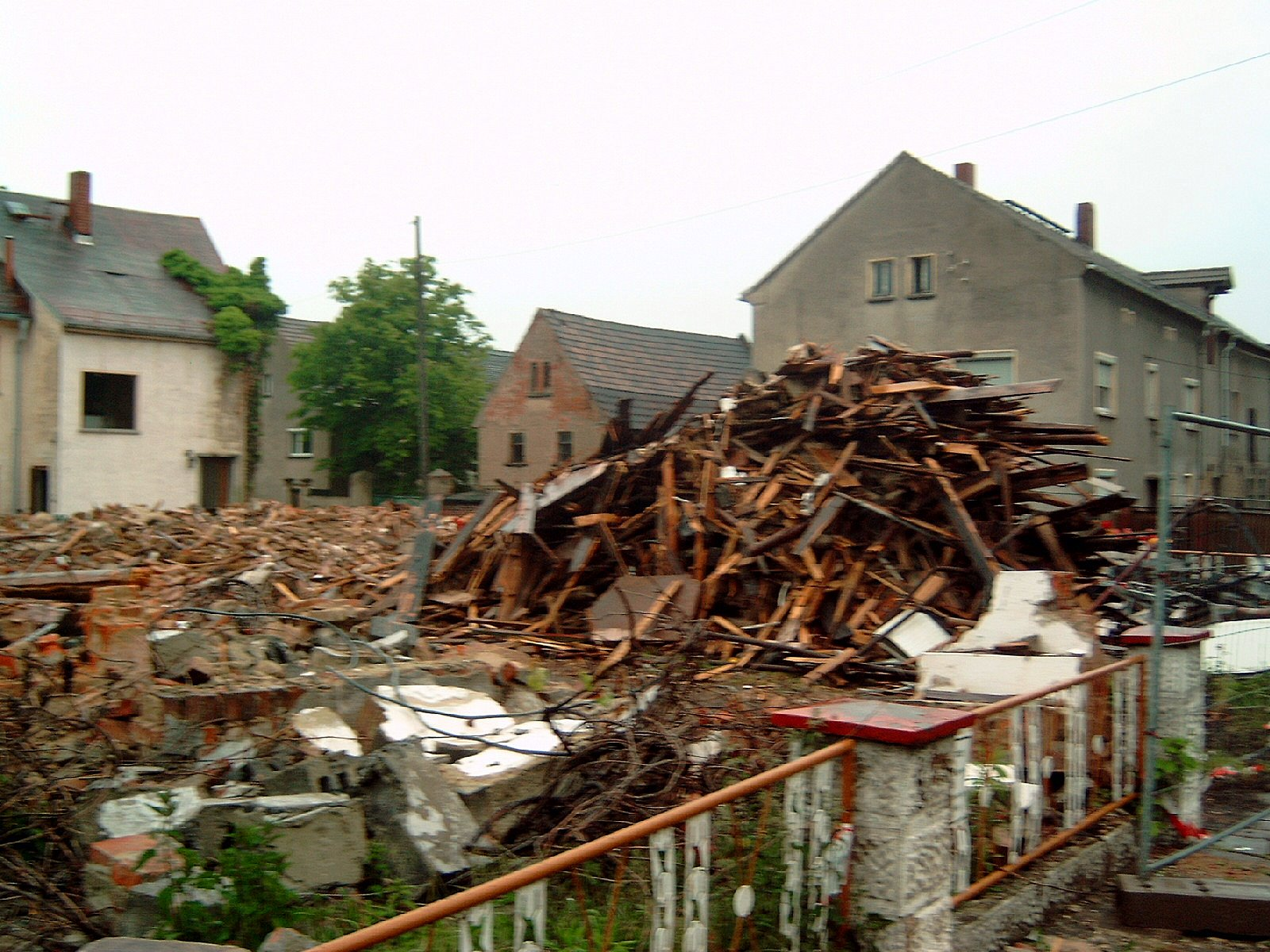
Abriss in Heuersdorf im Mai 2006

Mit dem teilweisen Niedergang der ostdeutschen Braunkohlenwirtschaft 1990/91 hofften die Bewohner Heuersdorfs, dass der Ort durch den massiven Bedeutungsverlust der Braunkohle in der Kohlechemie und aufgrund der Schließung zahlreicher Tagebaue im Bornaer Revier erhalten bleiben würde. Mit der Entscheidung zum Bau eines neuen Braunkohlekraftwerkes am Standort Lippendorf wurde 1994 ein Braunkohlenplan für Westsachsen von der Staatsregierung des Freistaates Sachsen erarbeitet, der die Versorgung des Kraftwerkes mit heimischer Braunkohle aus der Umgebung für 40 Jahre vorsieht. Die Gemarkung von Heuersdorf wurde darin als Abbaugebiet im Teilfeld Schleenhain des aus drei Teilfeldern (Peres, Groitzscher Dreieck und Schleenhain) bestehenden Tagebaus Vereinigtes Schleenhain festgeschrieben.
Nach einer zehn Jahre anhaltenden Auseinandersetzung um den Erhalt der Gemeinde Heuersdorf mit der Mitteldeutschen Braunkohlengesellschaft wurde die Gemeinde am 1. Oktober 2004 kommunalrechtlich in die Stadt Regis-Breitingen eingemeindet. Am 25. November 2005 verlor die Gemeinde vor dem Sächsischen Verfassungsgerichtshof das Gerichtsverfahren, das sie gegen das sogenannte „Heuersdorf-Gesetz“, welches die Abbaggerung regelt, angestrengt hatte. Das Gericht urteilte darüber, ob das vom Sächsischen Landtag beschlossene „Heuersdorf-Gesetz“ verfassungskonform ist, und bestätigte dies. Bei der Urteilsverkündung betonte der Vorsitzende Richter, es habe nicht gewertet, „ob hier politische Vernunft waltete“.
Die Braunkohlevorräte unter dem Dorf werden auf 52 Millionen Tonnen geschätzt, welche einer Laufzeit des Kraftwerks Lippendorf von etwas mehr als vier Jahren entsprechen. Im Mai 2006 begann der Abriss des Dorfes. Im Herbst 2007 wurde die Emmauskirche in die angrenzende Stadt Borna transportiert. Die letzten Bewohner zogen 2009 aus Heuersdorf aus, bis 2010 wurde das Dorf vollständig abgetragen.

### Umsiedlungsstandorte Heuersdorf

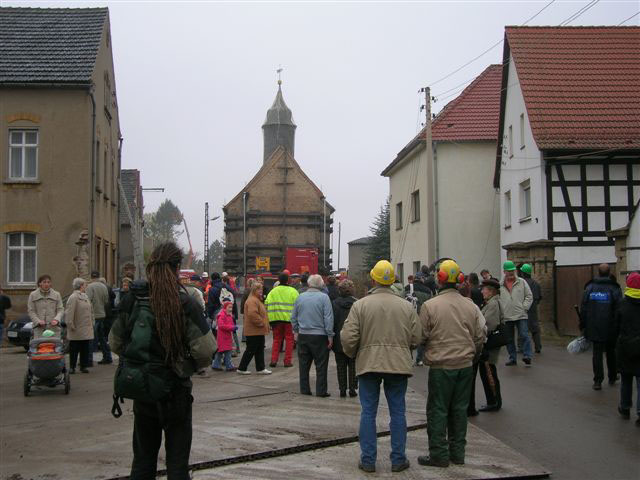
Transport der Emmauskirche nach Borna

Einen gemeinsamen Umsiedlungsstandort, wie er im Mitteldeutschen Revier in den Fällen Schwerzau und Großgrimma nach 1990 erfolgreich praktiziert und 1994 für Heuersdorf geplant wurde, wollten die Einheimischen nicht hinnehmen.
Die Umsiedlungsstandorte verteilen sich auf mehrere Orte in der näheren und weiteren Umgebung von Heuersdorf, vor allem auf die Stadt Regis-Breitingen, wo das Wohngebiet „Am Wäldchen“ entstand, sowie deren Ortsteile Hagenest und Ramsdorf sowie auf die Stadt Frohburg. Weitere Bewohner zogen in die Gemeinden Neukieritzsch und Deutzen sowie in den Böhlener Ortsteil Gaulis im damaligen Landkreis Leipziger Land (jetzt Landkreis Leipzig).